# Anna Molberg
Anna Irene Molberg (* 5. August 1990) ist eine norwegische Politikerin der konservativen Partei Høyre. Seit 2021 ist sie Abgeordnete im Storting.

## Leben
Molberg stammt aus Hamar und studierte Rechtswissenschaften an der Universität Oslo. Von 2016 bis 2021 war sie bei ihrer Partei angestellt. Molberg zog bei der Parlamentswahl 2021 erstmals in das norwegische Nationalparlament Storting ein. Dort vertritt sie den Wahlkreis Hedmark und wurde Mitglied im Arbeits- und Sozialausschuss.